# Оребич
О́ребич (хорв. Orebić слушатьо файле) — община и портовый город на юге Хорватии, расположенный в западной части полуострова Пелешац, на берегу Адриатического моря. Население общины — 4 165 чел. (на 2001 г.).
Оребич расположен на берегу Пелешацкого пролива, который в этом месте отделяет полуостров Пелешац от острова Корчула. расстояние от Дубровника — 124 км. В Оребиче заканчивается автомобильная дорога, которая идёт от Дубровника через Стон и весь Пелешац. Оребич связан с Корчулой как паромной переправой, так и пассажирскими катерами.
Исторически Оребич был городом моряков. Его название происходит от фамилии морехода из Бакара, который в 1658 году заложил здесь крепость, вокруг которой впоследствии вырос город. В Оребиче функционирует морской музей, рассказывающий об истории мореплавания в здешних краях. В настоящее время важнейшая отрасль экономического сектора — туризм. Туризм здесь начал развиваться в 1960-х гг. и вскоре в Оребич туристы стали прибывать не только из всей Югославии, но из таких стран как Венгрия, Италия и Германия.
Главная достопримечательность города — францисканский монастырь Девы Марии, расположенный в 2 километрах к западу от Оребича. Горных туристов привлекает гора Св. Ильи (980 м), высочайшая точка Пелешаца, с вершины которой открывается живописный вид на соседний остров Корчула и Адриатическое море.

## Состав общины
13 сёл и 1 город:
- Оребич (город) — 1 949
- Вигань — 322
- Куна Пелешацка — 258
- Потомье — 256
- Ловиште — 244
- Кучиште — 204
- Станковичы — 201
- Донья Банда — 170
- Подгорье — 156
- Пиявичино — 143
- Оскорушно — 126
- Трстеник — 97
- Подобуче — 35
- Наковань — 4